# 2029
2029 (MMXIX) е обикновена година, започваща в понеделник според григорианския календар. Тя е 2029-ата година от новата ера, двадесет и деветата от третото хилядолетие и десетата от 2020-те.